# 佐真奴
佐治·迪·艾摩林·甘波斯·奧利華拉，（葡萄牙語：Jorge de Amorim Campos Oliveira，1964年8月17日—），巴西职业足球运动员，现已退役，现为泰國甲組足球聯賽球队武里南联主教练。他是巴西國家隊贏得1994年世界盃的成員。

## 球會生涯
佐真奴在阿美利加 (里約熱內盧)展開他的職業生涯，僅僅一個賽季後就加盟。
1989年，他到歐洲發展，並加盟德國球會。這裡的大多數球隊都用5-3-2或3-5-2的陣式，佐真奴出色的進攻能力被加以利用，並在第三個賽季取得了5個進球。
佐真奴在1992-93賽季加盟德國巨人拜仁慕尼黑，球隊在後防線上亦充滿出色的人才，其中包括杜恩、希瑪、馬特烏斯等。以致他能第一次嚐到取得德甲聯賽的滋味，但他在第二年，由於外借期完回歸，佐真奴只能取得10次上陣機會。
經過在日職聯的鹿島鹿角贏得雙料冠軍（聯賽和MVP後），1996年，佐真奴回到巴西，效力於聖保羅、和富明尼斯。 最後他以39歲之齡掛靴。

## 國際賽生涯
佐真奴曾64次為巴西國家隊上陣，並攻入3球。亦出席過1990年和1994年世界盃。

## 榮譽

### 球隊
- 巴西奧運隊
  - 漢城奧運會银牌：1988年

- 巴西國家隊
  - 冠軍：1989年
  - 世界盃冠軍：1994年
  - 斯坦利盃賽邀請賽冠軍：1995年

- - 瓜納巴拉盃冠軍：1984年、1988年
  - 卡里奧卡錦標賽冠軍：1986年

- 拜仁慕尼黑
  - 德甲聯賽冠軍：1993-94年

- 鹿島鹿角
  - 日職聯（J聯賽）冠軍：1996、1998年

- - 瓜納巴拉盃冠軍：2000年
  - 南方共同市場盃冠軍：2000年
  - 巴甲聯賽冠軍：2000年

### 個人
- 日職聯MVP：1996年

## 連結
- Leverkusen who's who（页面存档备份，存于）
- Bundesliga career stats（页面存档备份，存于） （德文）